# يوسف إمري
كان يوسف إمري (23 فبراير 1939 - 29 مايو 2018) فيزيائيا إسرائيليا. اشتهر 	لعمله في فيزياء المنظار، وهي فرع من الفيزياء يدرس أشياء أصغر من الكائنات العيانية (المرئية للعين المجردة) ولكنها أكبر من الذرات. يمكن التعامل مع هذه الأنظمة ومعالجتها بطرق مجهرية أكثر أو أقل شيوعًا، ولكن قد لا يزال سلوكها يظهر تأثيرات كمية.